# Mathieu Frei
Mathieu Frei (Numea, Nueva Caledonia, 14 de noviembre de 1987) es un deportista francés que compite en vela en las clases Laser Radial y 49er.
Ganó una medalla de plata en el Campeonato Mundial de 49er de 2018 y una medalla de oro en el Campeonato Europeo de 49er de 2012. Además, obtuvo una medalla de oro en el Campeonato Europeo de Laser Radial de 2008.

## Palmarés internacional
| Campeonato Europeo | Campeonato Europeo   | Campeonato Europeo | Campeonato Europeo |
| Año                | Lugar                | Medalla            | Clase              |
| ------------------ | -------------------- | ------------------ | ------------------ |
| 2008               | Nieuwpoort (Bélgica) | Medalla de oro     | Laser Radial       |

| Campeonato Mundial | Campeonato Mundial      | Campeonato Mundial | Campeonato Mundial |
| Año                | Lugar                   | Medalla            | Clase              |
| ------------------ | ----------------------- | ------------------ | ------------------ |
| 2018               | Aarhus (Dinamarca)      | Medalla de plata   | 49er               |
| Campeonato Europeo |                         |                    |                    |
| Año                | Lugar                   | Medalla            | Clase              |
| 2012               | Riva del Garda (Italia) | Medalla de oro     | 49er               |